# Картинний ідол (фільм, 1912)
Картинний ідол (англ. The Picture Idol) — американська короткометражна кінокомедія режисера Джеймса Янга 1912 року.

## У ролях
- Моріс Костільйо — Говард Хансон
- Клара Кімболл Янг — Бет Уорд, фанатка Говарда Хансона
- Мері Моріс — місіс Уорд — мати Бет
- Чарльз Елдридж — містер Уорд — батько Бет
- Джеймс Моррісон — хлопець Бет
- Джордж Купер — товариш Говарда
- Еліс Лейк